# Thomas Smet
Thomas Smet (ur. 12 lipca 1988 w Wilrijk) – belgijski lekkoatleta specjalizujący się w rzucie oszczepem.
Brązowy medalista mistrzostw Europy juniorów w roku 2007 – na stadionie w Hengelo uzyskał wynik 72,56. Reprezentant Belgii w zimowym pucharze Europy w rzutach lekkoatletycznych w 2008, 2009, 2010, 2011 oraz 2012 roku. 
Rekord życiowy: 79,14 (2 sierpnia 2009, Oordegem).